# أولاد عبد الله (فرجان لوشاوشة)
أولاد عبد الله هو دُوَّار يقع بجماعة لمزوضية، إقليم شيشاوة، جهة مراكش آسفي في المملكة المغربية. ينتمي الدوّار لمشيخة فرجان لوشاوشة التي تضم 28 دوار. يقدر عدد سكانه بـ 741 نسمة حسب الإحصاء الرسمي للسكان والسكنى لسنة 2004.

## روابط خارجية
- البوابة الوطنية للجماعات الترابية
- المندوبية السامية للتخطيط